# Eleição municipal de Limeira em 2012
A eleição municipal de Limeira em 2012 foi o 16.º pleito eleitoral realizado na história do município. O 1.º turno ocorreu em 7 de outubro e como uma das candidaturas logrou alcançar a maioria absoluta dos votos válidos, não houve a necessidade de realização de um 2.º turno, originalmente previsto para ocorrer quatro semanas depois, em 28 de outubro. Isso deve-se ao fato de que foi a partir deste pleito eleitoral que Limeira passou a ter mais de 200 000 eleitores registrados e aptos ao voto e, dessa forma, passou a atender ao critério eleitoral definido pelo inciso II do artigo n.º 29 da Constituição Federal para a realização de um 2.º turno caso a disputa eleitoral não tenha sido decidida na etapa anterior de votação.
Segundo dados do Tribunal Superior Eleitoral, 201 368 eleitores compunham o eleitorado limeirense apto a eleger 1 prefeito, 1 vice–prefeito e 21 vereadores para a Câmara Municipal em 2012.

## Candidaturas oficiais
| Candidaturas deferidas pelo TSE para a disputa eleitoral | Candidaturas deferidas pelo TSE para a disputa eleitoral | Candidaturas deferidas pelo TSE para a disputa eleitoral | Candidaturas deferidas pelo TSE para a disputa eleitoral | Candidaturas deferidas pelo TSE para a disputa eleitoral | Candidaturas deferidas pelo TSE para a disputa eleitoral | Candidaturas deferidas pelo TSE para a disputa eleitoral                 | Candidaturas deferidas pelo TSE para a disputa eleitoral |
| N.º                                                      | N.º                                                      | Candidato(a) a prefeito(a)                               | Candidato(a) a prefeito(a)                               | Candidato(a) a vice-prefeito(a)                          | Candidato(a) a vice-prefeito(a)                          | Coligação                                                                | Situação                                                 |
| -------------------------------------------------------- | -------------------------------------------------------- | -------------------------------------------------------- | -------------------------------------------------------- | -------------------------------------------------------- | -------------------------------------------------------- | ------------------------------------------------------------------------ | -------------------------------------------------------- |
|                                                          | 14                                                       |                                                          | Kleber Leite (PTB)                                       |                                                          | Fábio Pezzi (PV)                                         | Decisão e Trabalho PTB / PV / PDT / PTN / PHS / PTC                      | Não eleito                                               |
|                                                          | 25                                                       |                                                          | Elias Daniel (DEM)                                       |                                                          | Reinaldo Bastelli (PP)                                   | É Hora de Trabalhar! DEM / PP / PSC / PPS / PMN / PRP / PTdoB            | Não eleito                                               |
|                                                          | 40                                                       |                                                          | Paulo Hadich (PSB)                                       |                                                          | Lima (PT)                                                | Um Novo Tempo para Limeira PSB / PT / PMDB / PCdoB                       | Eleito                                                   |
|                                                          | 55                                                       |                                                          | Lusenrique Quintal (PSD)                                 |                                                          | Gazotti (PSDB)                                           | Limeira merece ser Feliz PSD / PSDB / PRB / PSL / PR / PSDC / PRTB / PPL | Não eleito                                               |

## Resultados eleitorais

### Poder Executivo
O candidato Paulo Hadich (PSB) sagrou-se vencedor do pleito ao conquistar 70 599 votos, o equivalente a 71,63% dos votos válidos. Por sua vez, o candidato Lusenrique Quintal (PSD) teve seu registro de candidatura cassado pela Justiça Eleitoral após ser condenado por abuso de poder econômico com base em acusação feita pelo candidato Elias Daniel (DEM). Seu comitê de candidatura chegou a apresentar recurso contra a decisão no TSE, porém acabou indeferido. Desse modo, os 40 205 votos recebidos por Quintal no dia da votação foram contabilizados como nulos na apuração dos votos.
| Candidatos a prefeito(a)   | Candidatos a prefeito(a) | Candidatos a vice-prefeito(a) | Votação | Votação     |
| Candidatos a prefeito(a)   | Candidatos a prefeito(a) | Candidatos a vice-prefeito(a) | Total   | Porcentagem |
| -------------------------- | ------------------------ | ----------------------------- | ------- | ----------- |
|                            | Paulo Hadich (PSB)       | Lima (PT)                     | 70 599  | 71,63%      |
|                            | Lusenrique Quintal (PSD) | Gazotti (PSDB)                | cassado | cassado     |
|                            | Elias Daniel (DEM)       | Reinaldo Bastelli (PP)        | 18 442  | 18,71%      |
|                            | Kleber Leite (PTB)       | Fábio Pezzi (PV)              | 9 514   | 9,65%       |
| Total de votos válidos     | Total de votos válidos   | Total de votos válidos        | 98 555  | 98 555      |
| Votos apurados             |                          |                               |         |             |
| Votos válidos              | Votos válidos            | Votos válidos                 | 98 555  | 59,37%      |
| Votos em branco            | Votos em branco          | Votos em branco               | 10 960  | 6,60%       |
| Votos nulos                | Votos nulos              | Votos nulos                   | 56 482  | 34,03%      |
| Total de votos apurados    | Total de votos apurados  | Total de votos apurados       | 165 997 | 165 997     |
| Participação do eleitorado |                          |                               |         |             |
| Comparecimentos            | Comparecimentos          | Comparecimentos               | 165 997 | 82,43%      |
| Abstenções                 | Abstenções               | Abstenções                    | 35 371  | 17,57%      |
| Total de eleitores aptos   | Total de eleitores aptos | Total de eleitores aptos      | 201 368 | 201 368     |
| Fonte: UOL                 |                          |                               |         |             |

### Poder Legislativo
No sistema proporcional, pelo qual são eleitos os vereadores, o voto dado a um candidato é primeiro considerado para a coligação na qual o partido faz parte. O total de votos de uma coligação é que define quantas cadeiras o partido terá. Definidas as cadeiras, os candidatos mais votados do partido são chamados a ocupá-las. Abaixo encontram-se os candidatos a vereador eleitos, reeleitos e os que ficaram como suplentes para a 43.ª legislatura, iniciada em 1 de janeiro de 2013 e concluída em 31 de dezembro de 2016.
Foi a partir deste pleito municipal que a Câmera Municipal de Limeira observou um aumento de 50% no número de representantes eleitos, saltando de 14 para 21 vereadores. Dos 14 vereadores eleitos em 2008, 5 não se reelegeram e 4 não concorreram.
| N.º   | Candidato(a)            | Coligação            | Votos obtidos | Porcentagem | Situação      |
| ----- | ----------------------- | -------------------- | ------------- | ----------- | ------------- |
| 13300 | Ronei                   | PT                   | 12 773        | 8,91%       | Reeleito(a)   |
| 10123 | Pastor Nilton Santos    | PRB / PSDC / PSDB    | 4 271         | 2,98%       | Eleito(a)     |
| 22633 | Miguelzinho Lombardi    | PR / PSD / PPL       | 3 419         | 2,39%       | Reeleito(a)   |
| 12456 | Erika Tank              | PDT / PTC            | 3 041         | 2,12%       | Eleito(a)     |
| 15100 | Dr. Raul                | PMDB                 | 2 605         | 1,82%       | Reeleito(a)   |
| 23123 | Doutora Mayra           | PPS / DEM / PP / PMN | 2 208         | 1,54%       | Eleito(a)     |
| 13444 | Wilson Cerqueira        | PT                   | 2 132         | 1,49%       | Eleito(a)     |
| 15000 | Tigrão                  | PMDB                 | 1 986         | 1,39%       | Eleito(a)     |
| 22777 | Darci Reis              | PR / PSD / PPL       | 1 915         | 1,34%       | Reeleito(a)   |
| 22222 | Lu Bogo                 | PR / PSD / PPL       | 1 898         | 1,32%       | Eleito(a)     |
| 25555 | Dr. Júlio               | PPS / DEM / PP / PMN | 1 794         | 1,25%       | Eleito(a)     |
| 20202 | Totó do Gás             | PSC / PRP / PTdoB    | 1 742         | 1,22%       | Eleito(a)     |
| 55123 | Zé da Mix               | PR / PSD / PPL       | 1 714         | 1,20%       | Eleito(a)     |
| 15999 | Bruno Bortolan          | PMDB                 | 1 657         | 1,16%       | Suplente      |
| 13456 | Aloízio Andrade         | PT                   | 1 589         | 1,11%       | Eleito(a)     |
| 12699 | Farid                   | PDT / PTC            | 1 557         | 1,09%       | Reeleito(a)   |
| 54321 | Jorge de Freitas        | PR / PSD / PPL       | 1 415         | 0,99%       | Eleito(a)     |
| 13013 | Prof.ª Erika Monteiro   | PT                   | 1 351         | 0,94%       | Eleito(a)     |
| 22608 | Toninho Franco          | PR / PSD / PPL       | 1 326         | 0,93%       | Suplente      |
| 22000 | Mir do Lanche           | PR / PSD / PPL       | 1 325         | 0,92%       | Suplente      |
| 22123 | Bosco                   | PR / PSD / PPL       | 1 290         | 0,90%       | Suplente      |
| 13000 | Osmar Lopes             | PT                   | 1 273         | 0,89%       | Suplente      |
| 12777 | Raquel Santos           | PDT / PTC            | 1 271         | 0,89%       | Suplente      |
| 12007 | Prof.º Wagner Barbosa   | PDT / PTC            | 1 264         | 0,88%       | Suplente      |
| 17333 | Dr. Joaquim Raposo      | PSL / PRTB           | 1 206         | 0,84%       | Não eleito(a) |
| 22888 | Abraão Cabelereiro      | PR / PSD / PPL       | 1 187         | 0,83%       | Suplente      |
| 22022 | Pietro Parronchi        | PR / PSD / PPL       | 1 134         | 0,79%       | Suplente      |
| 11234 | Paulo Barbosa           | PPS / DEM / PP / PMN | 1 122         | 0,78%       | Suplente      |
| 20777 | Lemão da Jeová Rafá     | PSC / PRP / PTdoB    | 1 115         | 0,78%       | Eleito(a)     |
| 12345 | Zico Ferreira           | PDT / PTC            | 1 095         | 0,76%       | Suplente      |
| 40030 | Dinho                   | PSB / PCdoB          | 1 080         | 0,75%       | Eleito(a)     |
| 27777 | Edmilson Gonçalves      | PRB / PSDC / PSDB    | 1 072         | 0,75%       | Eleito(a)     |
| 13789 | Roberto Dias            | PT                   | 1 055         | 0,74%       | Suplente      |
| 12123 | Sílvio Brito            | PDT / PTC            | 1 053         | 0,73%       | Suplente      |
| 13555 | Prof.º Américo          | PT                   | 1 052         | 0,73%       | Suplente      |
| 15115 | Waguinho da Santa Luzia | PMDB                 | 1 040         | 0,73%       | Suplente      |
| 55024 | Gu Tigers               | PR / PSD / PPL       | 1 025         | 0,72%       | Suplente      |
| 11456 | Anderson Pereira        | PPS / DEM / PP / PMN | 1 014         | 0,71%       | Suplente      |
| 55000 | Santiago Lourenço       | PR / PSD / PPL       | 964           | 0,67%       | Suplente      |
| 22333 | Sandra do Postinho      | PR / PSD / PPL       | 956           | 0,67%       | Suplente      |
| 13777 | Jair                    | PT                   | 928           | 0,65%       | Suplente      |
| 15190 | Cabo Francisco Alves    | PMDB                 | 926           | 0,65%       | Suplente      |
| 40184 | Ju Negão                | PSB / PCdoB          | 915           | 0,64%       | Eleito(a)     |